# Nealcidion spinosum
Nealcidion spinosum är en skalbaggsart som beskrevs av Monné och Delfino 1986. Nealcidion spinosum ingår i släktet Nealcidion och familjen långhorningar.
Artens utbredningsområde är Venezuela. Inga underarter finns listade i Catalogue of Life.